# Jan Frederik Schönfeld

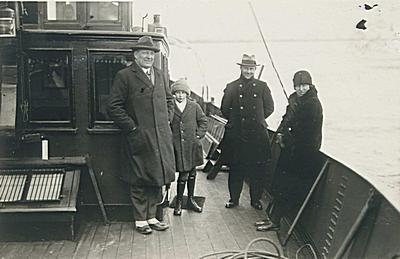
IJsbreken op de Merwede in de winter van 1929, aan boord van het directiestoomvaartuig Christiaan Brunings van Rijkswaterstaat. De heer links op de foto is ir. Jan Frederik Schönfeld (1883-1956), op dat moment wnd. Hoofdingenieur-Directeur van Rijkswaterstaat directie Groote Rivieren, de dame rechts is zijn echtgenote M.A.F. Beijerman en de jongen is hun zoon J.C. Schönfeld. De heer tweede van rechts is ir. C.G. Krayenhoff van de Leur, arrondissementsingenieur 4e arondissement Groote Rivieren. De winter van 1929 was zeer streng met zware ijsgang. Beeldbank Archief Dordrecht.

Jan Frederik Schönfeld (Ulrum, 2 februari 1883 – Arnhem, 1 februari 1956) was een Nederlands waterbouwkundig ingenieur.

## Biografie
Hij was de tweede zoon van huisarts Johan Christoph Schönfeld (Bellingwolde 10 december 1850 – Lochem 29 december 1938) en Gezina Jantina Kolk (Oude Pekela 8 juli 1854 – Velp 2 oktober 1918). Hij trouwde op 7 augustus 1917 te Vlissingen met Maria Antoinette Françoise Beijerman (Waardenburg 11 november 1888 – Arnhem 4 april 1974).
Zij kregen één zoon, Johan Christoph Schönfeld, die in de jaren vijftig en zestig in dienst van Rijkswaterstaat fundamenteel onderzoek verrichte naar getijbewegingen, essentieel onder andere voor het uitvoeren van de Deltawerken. Deze werd later hoogleraar te Delft. 

## Loopbaan
Na de HBS in Groningen vervolgde hij zijn studie aan de Polytechnische School (tegenwoordig de TU Delft) Na zijn afstuderen in 1904 werkte enige jaren bij Rijkswaterstaat. Vanaf 1909 werkte hij in Suriname bij de Koloniale Spoorwegen, bij het opzetten van het beheer van de net nieuw aangelegde Lawaspoorlijn (een plan van de toenmalige gouverneur Cornelis Lely). Vervolgens werd hij van 1911 tot 1914 hoofd van het departement Openbare Werken te Paramaribo.
Hij is in 1919 een jaar lang gestationeerd in Rijsel en Mézières om de Franse dienst Ponts et Chaussées te adviseren inzake de opbouw van waterwegen. Na afloop hiervan hij benoemd tot Ridder in het Légion d’honneur. In 1924 deed hij een studie naar het badstrand van Malmö. 
Terug in Nederland kwam hij in 1925 in dienst van Rijkswaterstaat, eerst bij het arrondissement Nieuwe Waterweg te Rotterdam, vanaf 1933 als Hoofdingenieur-Directeur (HID) van de directie Bovenrivieren te Arnhem en vanaf 1934 tevens als inspecteur van de Rijnvaart. Hij schreef artikelen in uiteenlopende tijdschriften, waaronder in De Ingenieur: ‘Waar lag, ten tijde der Romeinen, het splitsingspunt der Rijn?’  Hij werd in 1930 benoemd tot Officier in de Orde van Oranje Nassau. Hij ging in 1948 te Arnhem met pensioen.

## Publicaties van ir. J.F. Schönfeld
- (27 maart 1920). Iets over de afmetingen der Fransche kanalen. De Ingenieur  35
- (24 april 1920). De outillage van Nederland. De Ingenieur  35 (17)
- Voorlopige nota omtrent de in de Westerschelde te verrichten waarnemingen en haar bestudering + Overzicht van het verrichte tot 1 November. Rijkswaterstaat (1930).
- Verslag van de Commissie tot onderzoek naar de havenbelangen van Rotterdam en omgeving. Commissie onder voorzitterschap van P. Drooglever Fortuyn, In opdracht van de Ministers van Waterstaat, Binnenlandsche Zaken, Landbouw en van Arbeid, Handel en Nijverheid. (1931).
- Organisatie van de studiedienst. Rijkswaterstaat, studiedienst (1931).
- Voorlopige aantekeningen bij de "Schets van de ontwikkeling van de Schelde". Rijkswaterstaat, studiedienst (1931).
- Geschiedenis en ijking van zandtransportinstrumenten : beknopt verslag over een bezoek op 15 januari 1932 aan het Waterbouwkundig laboratorium van de Technische Hoogeschool te Zürich. Rijkswaterstaat, studiedienst (1932).
- Verslag van een studiereis naar Duitsland welke voor een bezoek aan de oost-Friesche Waddeneilanden en de zeearmen Eems en Jade in 1931 werd ondernomen. Rapporten en mededelingen van den Rijkswaterstaat ; no. 28 (1933).
- (12 juli 1940). Waar lag - ten tijde der Romeinen - het splitsingspunt van den Rijn?. De Ingenieur  1940
- Verlaging Rijnarmen door baggerwerk. Rijkswaterstaat, studiedienst (1943).
- Nota over den invloed van stormvloedbergingskommen, inpolderingen en rivierverruimingen op stormvloedstanden in Benedenrivieren. Nota directie Bovenrivieren 4375 - voor de Stormvloedcommissie (1944).
- Beknopt overzicht van de verrichtingen van den Studiedienst der directie Bovenrivieren en van de bereikte resultaten. RWS Bovenrivieren (1946).
- Gevolgen van eventuele wijzigingen in bodemligging van de Nederrijn na Rijnkanalisatie. RWS Bovenrivieren (1946).
- Vragen, die in verband met een Rijnkanalisatie rijzen. RWS, Bovenrivieren (1946).

## Opmerking
ir. J.F. Schönfeld moet niet verward worden met de staatsraad van de waterstaat, zijn volle neef mr.dr. Jan Frederik Schönfeld (Windesheim 21 januari 1877 – Den Haag 7 februari 1945), deze is in 1903 gepromoveerd in Groningen (1877-1945)
- International Standard Name Identifier: 0000 0003 8879 4230
- Nederlandse Thesaurus van Auteursnamen: 074106376
- Virtual International Authority File: 8906169262248809510008